# Белоглав лемур
Белоглавият лемур още белочел кафяв лемур (Eulemur albifrons) е вид бозайник от семейство Лемурови (Lemuridae). Видът е застрашен от изчезване.

## Разпространение
Разпространен е в Мадагаскар.